# Alicia Toublanc
Alicia Toublanc (* 3. Mai 1996 in Saint-Brieuc, Frankreich) ist eine französische Handballspielerin, die dem Kader der französischen Nationalmannschaft angehört.

## Karriere

### Im Verein
Toublanc begann das Handballspielen im Alter von sieben Jahren bei ALS Plouagat HB. Ab dem Jahr 2012 lief die Außenspielerin für Plouvorn HB in der vierthöchsten Spielklasse auf. Ein Jahr später wechselte die Linkshänderin zum Ligakonkurrenten Landi/Lampaul HB. Im Jahr 2014 schloss sich Toublanc dem Ausbildungszentrum von Brest Bretagne Handball an. Im Januar 2015 sammelte sie erste Erfahrungen in der Zweitligamannschaft von Brest Bretagne Handball. Ab dem Jahr 2017 war Toublanc mit einem Profivertrag bei Brest Bretagne Handball ausgestattet, der ein Jahr zuvor in die Division 1, die höchste französische Spielklasse aufgestiegen war. Sie gewann im Jahr 2021 sowohl die französische Meisterschaft als auch den Coupe de France, den französischen Pokal. Weiterhin stand sie im selben Jahr im Finale der EHF Champions League.
Toublanc wechselte im Sommer 2024 zum rumänischen Erstligisten SCM Râmnicu Vâlcea. Seit dem Sommer 2025 läuft sie für den ungarischen Verein Debreceni VSC auf.

### In der Nationalmannschaft
Toublanc lief anfangs für die französische Jugend- und Juniorinnennationalmannschaft auf. Mit diesen Auswahlmannschaften nahm sie an der U-17-Europameisterschaft 2013, an der U-18-Weltmeisterschaft 2014 und an der U-20-Weltmeisterschaft 2016 teil.
Toublanc bestritt am 6. Oktober 2021 ihr Länderspieldebüt für die französische A-Nationalmannschaft gegen Tschechien. Für Frankreich nahm sie an der Weltmeisterschaft 2021 teil. Beim 23:22-Halbfinalsieg gegen Dänemark erzielte Toublanc in der Schlussphase der Partie zwei Treffer. Im darauffolgenden Finale unterlag sie mit 22:29 gegen Norwegen. Mit Frankreich gewann sie die Weltmeisterschaft 2023. Bei den Olympischen Spielen 2024 in Paris gewann sie mit ihrem Team die Silbermedaille und wurde in das All-Star-Team gewählt.